# 葛塚まつり
葛塚まつり（くずつか－）は、新潟市北区の豊栄地区中心部（旧豊栄市葛塚地区）で開かれる祭。およそ260年の歴史がある。

## 概要
1754年（宝暦４年）葛塚が新発田藩領から幕府領となった際に、庄屋の遠藤七郎左衛門宗寿が開市を幕府に願い出、宝暦11年（1761年）に葛塚市（くずつかいち）の開設が正式に認められた。これを記念して翌年の宝暦12年（1762年）から８月７日・８日（旧暦）が葛塚稲荷神社と石動神社の祭りの日と定められ、祭りが始まった。現在では「民謡流し」・「葛塚石動神社秋季祭礼」・「葛塚稲荷神社秋季祭礼」等を纏めて指す。灯籠入舞、マーチングバンド演奏、山車巡行、神楽舞など、様々な行事が行われる。
旧豊栄市の市制施行を機に一時期「豊栄まつり」と呼んでいた頃もあったが、現在は再び「葛塚まつり」と呼んでいる。しかし、いまだになぜぶつかり合うのかはいまだに解明されていない。

## 日程
例年、9月5～8日の4日間を日程として行われる。
- 5日夜　「民謡流し」・「灯籠コンテスト」
  - 豊栄駅前通での民謡流し
  - 灯籠コンテスト

- 6日昼　地域小学生によるマーチングバンドパレード

- 6～7日　「葛塚石動神社秋季祭礼」
  - 石動神社氏子の灯籠の練り歩きと石動神社へのお宮参り

- 7～8日　「葛塚稲荷神社秋季祭礼」
  - 小学生によるパレード
  - 稲荷神社氏子・石動神社氏子・他門の神楽[3]の練り歩きと稲荷神社へのお宮参り
  - 稲荷神社氏子と石動神社氏子との喧嘩灯篭（2016年は喧嘩灯篭を中止）

## 灯籠入舞
灯篭押し合いは葛塚祭り最終日に押し合う。石動神社の灯籠4基と稲荷神の灯籠4基が各町内から担ぎ出され、笛と大太鼓が先導し町内を巡る。笛は「神降ろしの笛」であり、吹き手は尊重され、毎年新品の祭り着物と白足袋と草履が届けられ、食事も特別に高級料亭で出される。笛に無暗に触れることはならず、誤って手足が当たっただけでも加害側の町内代表が詫びを入れに行くほどである。下町交差点で行なわれる灯籠同士のぶつかり合いは喧嘩灯籠とも呼ばれ、勝敗はなく、拍子木が鳴らされるまで続く。
しかし、けが人が出たことから2016年は中止されたが、2017年は対策をとった上で行われる予定。